# Mina (chanteuse italienne)
Pour les articles homonymes, voir Mina.
Mina, de son nom complet Mina Anna Maria Mazzini, née le 25 mars 1940 à Busto Arsizio, en Lombardie, est une chanteuse italienne. Considérée comme la plus grande chanteuse italienne, elle se produit sur scène de 1958 à 1978, lorsqu'elle décide d'interrompre sa carrière scénique pour se consacrer uniquement à l'enregistrement de disques. Depuis, Mina continue à sortir un album ou un double album par an.
Avec plus de 150 millions d'albums vendus à travers le monde en mars 2010, elle est l'artiste italienne ayant eu le plus de succès,. Au cours de sa carrière, qui a commencé à la fin des années 1950 et qui se poursuit encore, Mina a interprété plus de 1 500 chansons, réalisant des records et recevant des distinctions, avec deux participations au festival de Sanremo, trois au festival international de musique légère, une Targa Tenco et l'attribution de l'honneur de Grand Officier du Mérite de la République italienne. Sur la scène internationale, elle a été acclamée par des artistes tels que Frank Sinatra, Louis Armstrong, Mónica Naranjo, Liza Minnelli, Céline Dion, Luciano Pavarotti, Plácido Domingo et Sarah Vaughan.

## Biographie

### Jeunesse et débuts
Née en 1940 à Busto Arsizio, près de Varèse (Lombardie), Mina grandit à Crémone, ville à laquelle elle s'est identifiée depuis que la journaliste Natalia Aspesi l'a baptisée la Tigre di Cremona. Elle devient célèbre en 1958, à 18 ans, lors d'une apparition sur la scène de la Bussola, célèbre boîte de nuit de Pietrasanta, avec la chanson Un'anima tra le mani. Elle est remarquée par Davide Matalon, fondateur du label Italdisc, qui lui propose un contrat.
Surfant sur la vague du rock 'n' roll qui envahit l'Italie, elle enregistre en anglais les morceaux Be Bop a Lula et When sous le pseudonyme de Baby Gate. Dans un premier temps, Mina et son « alter ego » cohabitent, afin de comprendre laquelle des deux démarches artistiques remporte la faveur du public.
Elle fait ses débuts à la télévision en 1959 avec une participation à l'émission Il musichiere. C'est au cours de cette émission, à laquelle participe également une autre célébrité de la chanson italienne, Adriano Celentano, que le public découvre que Mina et Baby Gate sont une seule et même personne.

### Télévision et succès international
Dans les années 1960, Mina devient l'animatrice et la chanteuse officielle de la chaîne de télévision Rai et la meilleure vendeuse de disques en Italie[réf. nécessaire]. Elle participe pour la première fois en 1960 au festival de Sanremo avec les morceaux È vero (« C'est vrai ») et Non sei felice (« Tu n'es pas heureux »). Elle y revient en 1961 avec Le mille bolle blu et Io amo, tu ami : donnée favorite la veille de la manifestation, ses chansons sont classées respectivement à la quatrième et la cinquième places[réf. nécessaire]. Blessée par la campagne de presse montée contre elle à propos d'une hypothétique rivalité (en réalité inexistante)[réf. nécessaire] avec la jeune Milva et déçue de ce résultat, inférieur à ses attentes, elle décide de ne plus jamais participer au Festival, mais elle reprend presque systématiquement certaines chansons des éditions suivantes dans des versions personnelles, obtenant parfois des résultats surprenants tant du point de vue artistique que commercial. En France, parmi les autres, elle a tenu aussi des concerts à l'Olympia de Paris pendant les années soixante.
En 1963, sa carrière télévisuelle subit une brusque interruption lorsqu'elle décide de garder l'enfant qu'elle attend de l'acteur Corrado Pani, séparé de fait de sa femme mais non divorcé. Elle est alors totalement exclue des programmes télévisés et radiophoniques de la Rai. Le 18 avril 1963, elle met au monde à Milan son fils, Massimiliano Pani, devenu depuis musicien et producteur de disques. Ce n'est que deux ans plus tard, sous la pression du public, que les dirigeants de la Rai décident de la réadmettre sur les écrans, où son retour est unanimement salué.

### Années 1970–1990

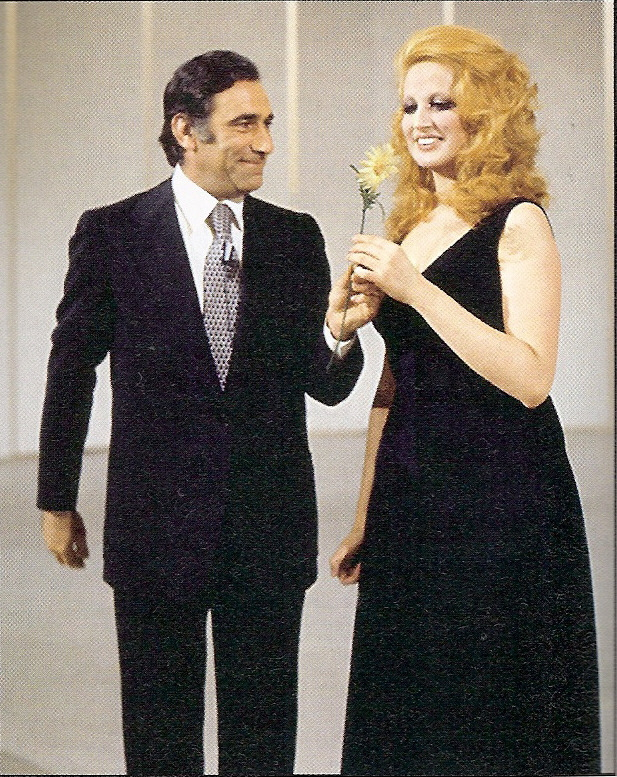
Mina avec Alberto Lupo. Ce duo est classé no 1 au hit-parade italien avec le « tube » Parole parole en 1972

Femme de caractère, farouchement indépendante (elle crée avec son père en 1967, sa propre maison de disques PDU), elle accorde dès le début des années 1970 une importance particulière aux pochettes de ses disques, avec un travail graphique étonnant pour l'époque. On la voit en homme barbu, en culturiste, en Joconde, etc. Sa fille, Benedetta Mazzini, naît à Milan en 1971.
Elle fait ses adieux à la scène et aux plateaux de télévision en 1978, en pleine gloire. Malgré les ponts d'or qui lui sont offerts, elle n'y réapparaît plus, sauf par le truchement d'images volées. Devenue la cible de paparazzi, les raisons de son départ restent toujours inconnues.
Grâce à un génie musical incontestable et une remarquable équipe de graphistes, Mina a su passer du statut de « chanteuse à voix » dans les années 1960, comme Lulu en Grande-Bretagne, à celui de « diva absolue » de la chanson italienne. Comme Dalida ou Barbara en France, elle est considérée, avec Patty Pravo, comme une « icône gay » en Italie.
Vivant à Lugano à partir de 1966, elle devient citoyenne suisse en 1990.

### Années 2000
Ce n'est qu'en 2001 que la chanteuse réapparaît en public, par le biais d'Internet, sur le portail Wind, où sont diffusées des séquences de certaines sessions d'enregistrement. Le DVD Mina in studio est réalisé à partir de ces séquences, avec des ventes record dépassant les 50 000 exemplaires (à une époque où le DVD moyen se vendait à 3 000 exemplaires par titre). L'événement, avec un record de 20 millions de vues, est l'un des plus regardés de tous les temps en Italie. En 2002, Mina sort un nouvel album, Veleno, dans lequel elle collabore avec Zucchero Fornaciari, coauteur de la chanson Succhiando l'uva. En 2004, sort The Platinum Collection, une triple compilation dont les résultats dépassent les prévisions les plus optimistes, à un moment où l'industrie musicale commence à se plaindre d'une baisse significative des ventes de CD : l'album dépasse les 600 000 exemplaires vendus et apparaît régulièrement dans les hit-parades au cours des années suivantes. La même année, il chante un petit jingle ironique pour Gialappa's Band.
Elle épouse le 10 janvier 2006 le chirurgien cardiologue Eugenio Quaini, avec qui elle vivait depuis vingt-cinq ans, et vit toujours en Suisse auprès de ses enfants et petits-enfants. En 2008, Catherine Ringer reprend sur scène L'importante è finire (disponible sur le CD/DVD Catherine Ringer chante les Rita Mitsouko and more à la Cigale). Le 24 juin 2008, La Repubblica rapporte que Mina et Ornella Vanoni enregistrent ensemble une chanson inédite, écrite par Andrea Mingardi : Amiche mai, qui constitue la première collaboration entre les deux chanteuses Pour le 50e anniversaire de sa carrière, la Rai produit une série de 10 DVD (Mina - Gli anni Rai) avec les meilleures de ses apparitions télévisées, du début jusqu'en 1978.

### Années 2010
Le 17 octobre 2011, Mina met en ligne le titre Questa canzone, qui anticipe son album inédit Piccolino qui sortira le 22 novembre. Selon un communiqué de presse, la chanson est basée sur une démo qui lui a été envoyée anonymement et qui a ensuite été confiée au web afin que celui qui l'a composée puisse en prendre connaissance. Quelques jours plus tard, le magazine Vanity Fair révèle l'identité des auteurs de la chanson, qui remonterait à 1971 : Mario Nobile (musique) et Paolo Limiti (paroles). Certains experts avancent qu'il s'agit d'une opération de marketing pour faire connaître le nouvel album et la page Facebook de l'artiste,. Le 8 novembre 2011, la nouvelle chanson écrite par Enzo Iacchetti, Buon Natale, dans laquelle Mina chante avec Claudio Baglioni, Lucio Dalla, Enrico Ruggeri et Roberto Vecchioni pour soutenir Amref dans la construction d'un barrage au Kenya, est diffusée. Le 3 avril 2012, un autre album sort sous le titre Dalla Bussola, suivi le 4 décembre par 12 (American Song Book). L'album, composé de douze standards de la chanson américaine, est proposé avec douze reprises différentes, une par titre. Le 7 novembre 2013 en première partie de soirée sur Rai 2 est diffusé Unici - Mina - D'altro canto, une nouvelle émission spéciale sur Mina avec des interviews de Plácido Domingo et  Giorgio Faletti notamment.
Le 10 juin 2014, trois ans après son dernier album inédit, la chanteuse sort Selfie, un album composé de 13 nouveaux titres, dont La palla è rotonda, chanson choisie par la Rai comme générique de ses émissions sur la Coupe du monde 2014. Pour la deuxième fois de sa carrière, la chanteuse choisit un singe (un macaque, plus exactement) comme image de couverture, comme cela avait déjà été le cas en 1971 pour l'album Mina. Le 30 septembre 2016 sort le single A chi mi dice de Fausto Leali, une reprise de la chanson de Blue, à laquelle Mina elle-même participe en tant qu'invitée.
Le 11 novembre 2016 sort Le migliori de Mina et Celentano ; l'album est anticipé par le single Amami amami, en rotation radio à partir du 21 octobre 2016. La chanson est une reprise intégrale de Ma'agalim (Circles), réalisée en 2015 par le chanteur-compositeur israélien Idan Raichel. Le deuxième single qui en est extrait est Ad un passo da te, sorti le 6 janvier 2017. L'album, bien que sorti en novembre, est l'album le plus vendu de 2016, certifié à la fin de l'année triple disque de platine, avec plus de 150 000 exemplaires vendus. En février 2017, l'album se vend à plus de 250 000 exemplaires. L'album Le Migliori est suivi par la sortie d'un autre single Ma che ci faccio qui, sorti le 1er avril 2017. Enfin, en tant que quatrième et dernier single, Se mi ami davvero écrit par le rappeur Mondo Marcio est publié. À la mi-2018, l'album devient septième disque de platine avec plus de 350 000 exemplaires vendus. Au cours de l'année 2017, une série de clips promotionnels pour le festival de Sanremo de cette année-là est diffusée par l'unique sponsor du festival TIM : la musique des clips est la reprise par Mina de la chanson All Night de Parov Stelar.

### Années 2020
La soirée du 31 décembre 2020 voit le lancement du nouveau spot publicitaire de TIM, diffusé pour la première fois sur Rai 1 après le discours de fin d'année du président de la République Sergio Mattarella. Mina y interprète une reprise en italien de la chanson This is Me (issue de la bande originale du film musical The Greatest Showman). En novembre 2021, le single inédit Niente è andato perso est annoncé, anticipant la compilation MinaCelentano - The Complete Recordings, comprenant également des titres des albums Mina Celentano (1998) et Le migliori (2017).
Le 3 février 2022, lors de l'ouverture de la troisième soirée du festival de Sanremo, Amadeus rend hommage à Sergio Mattarella, sur les notes de Grande grande grande de Mina interprétées par le grand orchestre, rappelant également qu'en 1978 Mattarella était présent lors du dernier concert public de Mina au théâtre de tentes Bussoladomani. Sa voix figure sur la bande sonore de Le fate ignoranti - La serie intitulée Buttare l'amore. Le 21 avril 2023 sort le nouvel album Ti amo come un pazzo, tandis que le single réalisé avec Blanco, intitulé Un briciolo di allegria, est avancé au 14 avril, pour coïncider avec la sortie du nouvel album de la chanteuse. Le single atteint la première place du hit-parade FIMI.

## Style musical

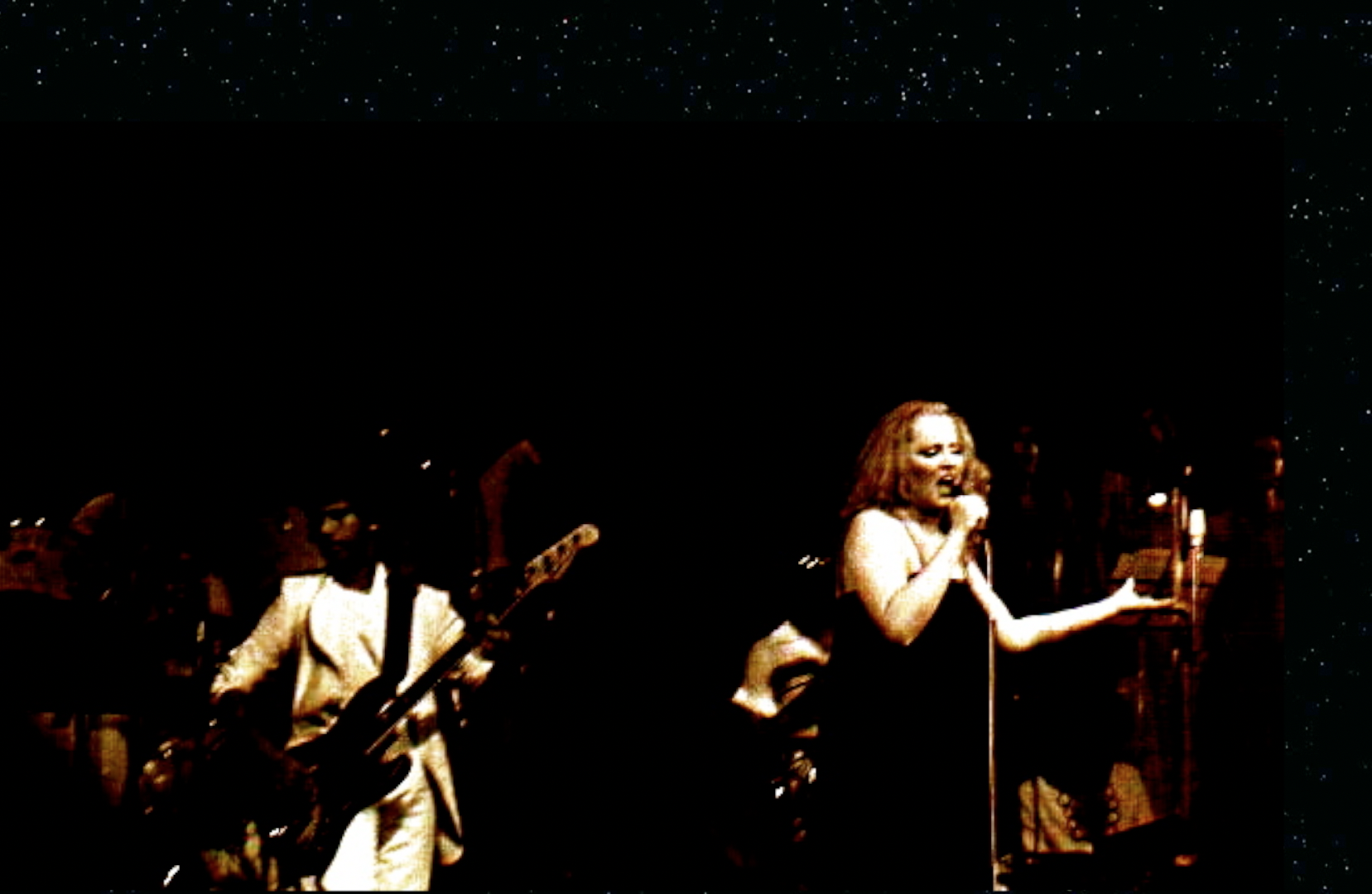
Mina, et l'orchestre dirigé par Pino Presti (à la basse électrique) en août 1978 - L'adieu à la scène.

Le répertoire de Mina va du jazz à la chanson napolitaine en passant par la pop et la chanson dite « à texte ». Souvent comparée en France à Dalida (en raison notamment de leur origine italienne), elles eurent un « tube » commun : Parole, parole, écrit d'abord pour Mina, puis repris par la suite par Dalida.
Depuis ses adieux à la scène, elle sort pratiquement un album tous les ans, souvent composé pour moitié de reprises américaines et pour moitié de chansons italiennes. À la tête du trio formé avec Patty Pravo et Ornella Vanoni, elle est souvent l'objet des gentilles moqueries de la chanteuse et imitatrice Loretta Goggi. La réputation de Mina dépasse l'Italie et atteint les pays hispanophones et latins en général. C'est elle qui chante Espérame en el cielo dans le film Matador de Pedro Almodovar. Elle aurait refusé une carrière américaine, proposée par Frank Sinatra. Admirée entre autres par Liza Minnelli, Barbra Streisand et Céline Dion, Louis Armstrong aurait dit d'elle qu'« elle était la plus grande chanteuse blanche ».
Elle a chanté entre autres avec Richard Cocciante, Lucio Battisti, Miguel Bosé, Adriano Celentano, Renato Zero, Giorgia, Ornella Vanoni, Manuel Agnelli et Seal (2010). En France, elle s'est produite plusieurs fois à l'Olympia de Paris. Bien que n'étant pas une chanteuse de formation classique, son amplitude vocale couvre environ trois octaves, du ré2 dans Donna donna donna au ré5 dans Cubetti di ghiaccio. Souvent considérée comme la « Oum Kalthoum italienne », de par son impact sur la société italienne, sa personnalité stupéfiante, sa productivité et son spectre vocal hors du commun, elle excelle surtout dans sa propre langue, même si elle a chanté en divers idiomes qui vont du japonais à l'allemand, en passant par le français.
Plusieurs musiciens tels que Lucio Battisti, Pino Presti, Augusto Martelli, Gianni Ferrio, Bruno Canfora, Tony De Vita, Armando Trovajoli, Ennio Morricone, Massimiliano Pani, Danilo Rea et auteurs comme Alberto Testa, Mogol, Andrea Lo Vecchio, Cristiano Malgioglio, Paolo Limiti ont contribué d'une manière importante à la carrière artistique de Mina. En 2001, pour ses 60 ans, elle sort le DVD d'un enregistrement studio où on la voit à l'œuvre.

## Discographie partielle

### Albums studio
- Tintarella di luna (1960)
- Il cielo in una stanza (1960)
- Due note (1961)
- Moliendo café (1962)
- Renato (1962)
- Stessa spiaggia, stesso mare (1963)
- Mina (1964)
- Studio Uno (1965)
- Mina canta Napoli (1966)
- Studio Uno 66 (1966)
- Sabato sera - Studio Uno '67 (1967)
- Dedicato a mio padre (1967)
- Mina alla Bussola dal vivo (1968)
- Le più belle canzoni italiane interpretate da Mina (1968)
- Canzonissima '68 (1968)
- I discorsi (1969)
- ...bugiardo più che mai... più incosciente che mai... (1969)
- Mina canta o Brasil (1970)
- ...quando tu mi spiavi in cima a un batticuore... (1970)
- Mina (1971)
- Cinquemilaquarantatre (1972)
- Dalla Bussola (1972)
- Altro (1972)
- Frutta e verdura (1973)
- Amanti di valore (1973)
- Mina® (1974)
- Baby Gate (1974)
- La Mina (1975)
- Minacantalucio (1975)
- Singolare (1976)
- Plurale (1976)
- Mina quasi Jannacci (1977)
- Mina con Bignè (1977)
- Attila (1979)
- Kyrie (1980)
- Salomè (1981)
- Italiana (1982)
- Mina 25 (1983)
- Catene (1984)
- Finalmente ho conosciuto il conte Dracula... (1985)
- Sì, buana (1986)
- Rane supreme (1987)
- Ridi pagliaccio (1988)
- Uiallalla (1989)
- Ti conosco mascherina (1990)
- Caterpillar (1991)
- Sorelle Lumière (1992)
- Mina canta i Beatles (1993)
- Lochness (1993)
- Canarino mannaro (1994)
- Pappa di latte (1995)
- Cremona (1996)
- Napoli (1996)
- Leggera (1997)
- Mina Celentano (1998)
- Olio (1999)
- Dalla terra (2000)
- Sconcerto (2001)
- Veleno (2002)
- Bula Bula (2005)
- L'allieva (2005)
- Bau (2006)
- Todavía (2007)
- Sulla tua bocca lo dirò (2009)
- Facile (2009)
- Caramella (2010)
- Piccolino (2011)
- 12 (American Song Book) (2012)
- Christmas Song Book (2013)
- Selfie (2014)
- Le migliori (2016)
- Maeba (2018)
- Mina Fossati (2019)
- Ti amo come un pazzo (2023)
- Gassa d'amante (2024)

### Singles
- Il cielo in una stanza
- Le mille bolle blu
- Parole parole
- Ancora, ancora, ancora (1978)
- Volami nel cuore
- Amor mio
- Grande grande grande
- L'importante è finire
- È poi
- E se domani
- Un anno d'amore (écrit par Nino Ferrer)
- La banda
- È l'uomo per me
- Zum zum zum
- Taratata
- Non credere
- Vorrei che fosse amore
- La voce del silenzio
- L'ultima occasione
- Questione di feeling (duo avec R. Cocciante)
- Allora si
- Città vuota
- La canzone di Marinella
- Brivido felino (duo avec A. Celentano)
- Succhiando l'uva
- La pioggia di Marzo
- Domenica sera
- Ballata d'autunno
- Adagio
- Tintarella di luna
- Il corvo
- Bugiardo e incosciente
- Viva lei
- Eccomi
- Proprio come sei
- Se telefonando

## Filmographie
De ses débuts à son retrait de la vie publique, Mina est l'héroïne de campagnes publicitaires dirigés par des metteurs en scène comme Piero Gherardi et Valerio Zurlini. Elle est notamment l'égérie de l'Industrie italienne de la bière, de la société de pâtes alimentaires Barilla et de la société Tassoni. Elle a par ailleurs participé en tant qu'actrice à une série de films, et refusé même, pour des raisons inconnues, une proposition de film avec Federico Fellini qui, en conséquence, n'a jamais vu le jour : Il viaggio di G. Mastorna, detto Fernet,.
- 1959 - Pousse pas grand-père dans les orties (Juke box - Urli d'amore) de Mauro Morassi
- 1960 - Rendez-vous à San Remo (it) (Sanremo: La grande sfida) de Piero Vivarelli
- 1960 - Les Blousons noirs de la chanson (I Teddy Boys della canzone) de Domenico Paolella
- 1960 - Je cherche une maman (Appuntamento a Ischia) de Mario Mattoli
- 1960 - Les Hurleurs (Urlatori alla sbarra) de Lucio Fulci
- 1960 - Madri pericolose de Domenico Paolella
- 1961 - Io bacio... tu baci (it) de Piero Vivarelli
- 1961 - Mina... fuori la guardia (it) d'Armando William Tamburella (it)
- 1962 - L'Univers de nuit (Universo di notte) d'Alessandro Jacovoni (it)
- 1962 - Les filles aiment ça ! (Das haben die Mädchen gern) de Kurt Nachmann
- 1962 : Rendez-vous sur la Riviera (Appuntamento in Riviera) de Mario Mattoli
- 1963 : Toute la chanson du monde (it) (Canzoni nel mondo) de Vittorio Sala
- 1967 - Est-ce amour ou est-ce magie ? (Per amore... per magia...) de Duccio Tessari
- 1967 - Totò ye-ye (TV)

### Documentaires
- Zoé Sfez, « Mina, prima donna de la chanson italienne : épisode • 9/11 du podcast Trajectoires d'icônes » [audio], sur France Culture, 12 novembre 2023 (consulté le 18 août 2024)